# Christian Scholz (Wirtschaftswissenschaftler)
Christian Scholz (* 18. Oktober 1952 in Vöcklabruck; † 4. Oktober 2019) war ein österreichischer Wirtschaftswissenschaftler und Hochschullehrer. Von 1986 bis 2018 war er Lehrstuhlinhaber für Betriebswirtschaftslehre an der Universität des Saarlandes, von 2010 bis 2012 zudem auch Dekan der Rechts- und Wirtschaftswissenschaftlichen Fakultät.

## Leben
Christian Scholz studierte Betriebswirtschaftslehre und wurde 1980 an der Universität Regensburg mit der Dissertation Betriebskybernetische Hierarchiemethodik bei Gerhard Niemeyer zum Dr. rer. pol. promoviert. Ein Forschungsaufenthalt im Rahmen des Individual Studies Program führte ihn 1982 an die Harvard Business School. Danach habilitierte er sich am Institut für Betriebswirtschaftslehre der Universität Regensburg bei Hans Jürgen Drumm.
Von 1986 bis 2018 war er ordentlicher Professor für Betriebswirtschaftslehre, insbesondere Organisation, Personal- und Informationsmanagement an der Universität des Saarlandes in Saarbrücken. Er war von 2010 bis 2012 Dekan der Rechts- und Wirtschaftswissenschaftlichen Fakultät.
Er leitete von 1990 bis 2016 das Europa-Institut Sektion Wirtschaftswissenschaft der Universität des Saarlandes und das Institut für Managementkompetenz (imk). 1990 gründete er die PRISMA Prof. Scholz GmbH. 1998 wurde er Koordinator des Kompetenzzentrums TelekommunikationInformation-Medien-Entertainment (cctime). 1999 wurde er Vorsitzender der Kommission Personalwesen im Verband der Hochschullehrer für Betriebswirtschaft (VHB).
Scholz verfasste 31 Bücher, 678 Artikel, 49 Lexikonbeiträge, 165 Arbeitspapiere und 147 Rezensionen und machte Fernsehen an der Hochschule („OrgaTv“). Er war Mitherausgeber der Zeitschrift für Personalforschung.
Scholz war verheiratet und hatte zwei Söhne.

## Monografien
- Betriebskybernetische Hierarchiemethodik (= Europäische Hochschulschriften. Reihe 5: Volks- und Betriebswirtschaft. Band 327), Frankfurt am Main u. a. 1981, ISBN 3-8204-6943-5.
- mit Hans Jürgen Drumm: Personalplanung. Planungsmethoden und Methodenakzeptanz (= Regensburger Beiträge zur betriebswirtschaftlichen Forschung. Band 1), Bern u. a. 1983 (zuletzt: 2. Auflage 1988), ISBN 3-258-03300-5.
- Strategisches Management – Ein integrativer Ansatz, Berlin-New York 1987, ISBN 978-3-11-010863-7
- Personalmanagement – Informationsorientierte und verhaltenstheoretische Grundlagen, München 1989 (zuletzt: 6. Auflage 2014), ISBN 978-3-8006-3680-8.
- Schriftenreihe Strategie- und Informationsmanagement (Hrsg.), Band 1 bis Band 37, München und Mering, 1989 bis 2019.
- Einführung in das Personal Computing, Berlin-New York 1989, ISBN 978-3-11-012111-7.
- mit Wolfgang Hofbauer: Organisationskultur. Die vier Erfolgsprinzipien, Wiesbaden 1990, ISBN 978-3-322-87150-3.
- mit Daniela Schlegel und Maria Scholz: Personalmarketing im Mittelstand: Ergebnisse einer Studie zur Hochschulkommunikation, Stuttgart 1992, ISBN 978-3-8202-0837-5.
- Strategische Organisation – Prinzipien zur Vitalisierung und Virtualisierung, Landsberg-Lech 1997 (zuletzt: 2. Auflage 2000), ISBN 978-3-478-39790-2.
- Spieler ohne Stammplatzgarantie. Darwiportunismus in der neuen Arbeitswelt, Weinheim 2003, ISBN 978-3-527-50052-9.
- mit Albert Schmitt: Hochleistung braucht Dissonanz: Was Teams vom 5-Sekunden-Modell der Deutschen Kammerphilharmonie Bremen lernen können, Weinheim 2010, ISBN 978-3-527-50560-9.
- mit Volker Stein und Roman Bechtel: Human Capital Management. Raus aus der Unverbindlichkeit, München 2004 (zuletzt: 3. Auflage 2011), ISBN 978-3-472-07624-7.
- Grundzüge des Personalmanagements, München 2011 (ab. 3. Auflage 2019 zusammen mit Tobias Scholz, zuletzt: 3. Auflage 2019), ISBN 978-3-8006-5769-8.
- mit Thomas Sattelberger: Human Capital Reporting. HCR10 als Standard für eine transparente Personalberichterstattung, München 2012, ISBN 978-3-8006-4220-5.
- mit Volker Stein: Interkulturelle Wettbewerbsstrategien, Göttingen 2013, ISBN 978-3-8252-3993-0.
- Generation Z. Wie sie tickt, was sie verändert und warum sie uns alle ansteckt, Weinheim 2014, ISBN 978-3-527-50807-5.
- Mogelpackung Work-Life-Blending. Warum dieses Arbeitsmodell gefährlich ist und welchen Gegenentwurf wir brauchen, Weinheim 2018, ISBN 978-3-527-50928-7.